# Didymoglossum kraussii
Didymoglossum kraussii är en hinnbräkenväxtart som först beskrevs av William Jackson Hooker och Grev., och fick sitt nu gällande namn av Presl. Didymoglossum kraussii ingår i släktet Didymoglossum och familjen Hymenophyllaceae. Inga underarter finns listade.